# Mismo amor
«Mismo amor» es una canción de la cantante y compositora mexicana Julieta Venegas incluida en su octavo álbum de estudio Tu historia (2022). Fue lanzada por la discográfica Lolein Music como el primer sencillo del álbum el 18 de marzo del 2022 y ese mismo día se publicó el vídeo oficial en su cuenta de VEVO en YouTube.

## Composición musical
Fue compuesta por ella mismca junto con Alex Anwandter y según palabras de la cantante menciona que: "Es una relación transformada en una melodía arrebatadora".

## Vídeo musical
Fue producido por Amparo Viau, Mariano Jaure y Diego Río y dirigido por Margarita Molfino, Agustín Barrutia y Úrsula Benavides. Se grabó en Buenos Aires, Argentina. 

### Trama
Se muestra a la cantante a dos hombres y a dos mujeres queriendo impedir una ruptura amorosa de varias formas, el primer hombre tratando de atravesar una cuerda floja y discutiendo con él, el segundo forcejeando a la cantante en una oficina de trabajo y la tercera mujer observando y reflexionando todo lo que pasó en su relación. Al final se muestra a la cantante con el primer hombre abrazándose en señal de perdón.

## Lista de canciones

### Descarga digital[7]
- "Mismo amor": 3:18

## Historial de lanzamiento
| Región | Fecha               | Formato                     | Discográfica              | Ref.  |
| ------ | ------------------- | --------------------------- | ------------------------- | ----- |
| México | 18 de marzo de 2022 | Descarga digital, Streaming | Lolein Music S.A. de C.V. | [ 8 ] |